# 小海镇 (威宁县)
小海镇，是中华人民共和国贵州省毕节市威宁彝族回族苗族自治县下辖的一个乡镇级行政单位。
2013年11月27日，贵州省人民政府批复同意威宁自治县部分乡镇行政区划调整，将小海镇和平村划归新设置的五里岗街道。

## 行政区划
小海镇下辖以下地区：
小海村、松棵村、响水村、卯家营村、朱嘎村、小张关村、西冲村、松山村、平山村、营丰村、三河村、新光村和银光村。